# Buddismo in Russia

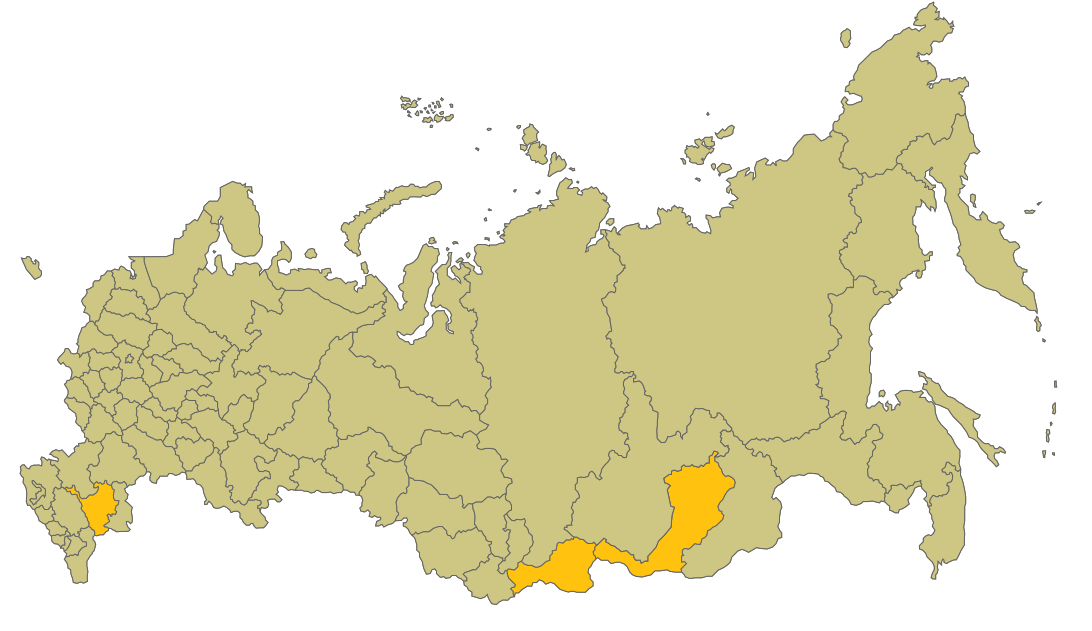
In giallo le aree russe a maggioranza buddhista.

Storicamente il buddismo è stato incorporato nelle terre di Russia nei primi anni del XVII secolo; è considerata una delle religione tradizionali della Russia, facendo quindi parte integrante del patrimonio storico russo. Oltre alle tradizioni monastiche storiche di Buriazia, Calmucchia e a Tuva, il buddismo si è oramai diffuso a macchia d'olio in tutto il paese con una varietà di gruppi etnici di convertiti.
La principale forma di buddismo presente in Russia è quello della scuola Gelukpa facente parte del buddismo tibetano, oltre ad altre scuole tibetane minoritarie. Anche se il buddismo tibetano è più spesso associato al Tibet, esso si è ampiamente diffuso in Mongolia ed attraverso di essa anche in Russia.
Si è diffuso inizialmente soprattutto in quelle regioni russe che geograficamente e/o culturalmente si trovavano vicini al mondo mongolo, o abitate da gruppi etnici mongoli: oltre alla Buriazia, nel Territorio della Transbajkalia, a Tuva ed in Calmucchia; quest'ultima è l'unica regione a maggioranza buddhista in Europa, ed è situata a nord della catena del Caucaso.

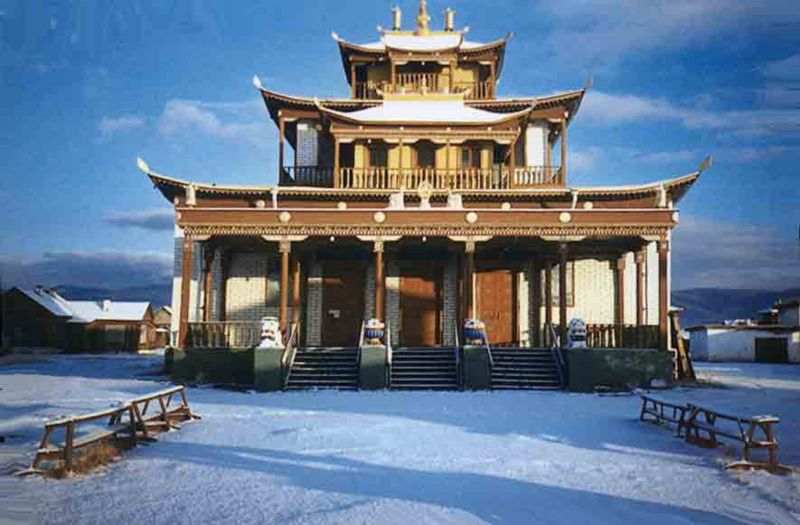
Monastero di Ivolga in Buriazia.

Già nel 1887 erano presenti ventinove case editrici e numerosi datsan (università-monasteri); ma a seguito della rivoluzione russa scoppiata nel 1917 tutte le datsan furono chiuse. Nel 1930 i buddhisti soffrirono particolarmente per le persecuzioni, assieme a tutte le altre comunità religiose in Unione Sovietica, con i lama (buddismo) espulsi ed accusati di essere "spie giapponesi" e "nemici del popolo".
Dopo la caduta dell'Unione Sovietica nel 1991, un revival buddhista si è verificato in Calmucchia con l'elezione del presidente Kirsan Nikolaevič Iljumžinov. Ha ripreso velocemente ad espandersi anche in Buriazia e a Tuva ed iniziando a diffondersi anche in altre regioni più interne del territorio russo.
Nel 1992 il Dalai Lama ha fatto la sua prima visita a Tuva.
Oggi si trovano diversi monasteri universitari buddhisti tibetani, concentrati soprattutto in Siberia, riconosciuti come datsan.
Fyodor Shcherbatskoy, famoso studioso russo di indologia, che viaggiò durante il periodo dell'impero russo tra l'India e la Mongolia, viene a tutt'oggi ampiamente considerato come uno dei maggiori responsabili d'aver gettato le basi per lo studio del buddismo nel mondo occidentale.